# Данаида хризипп
Данаида хризипп (лат. Danaus chrysippus) — дневная бабочка из подсемейства Данаиды. Видовое название дано в честь Хрисиппа, в древнегреческой мифологии — сына Пелопа и нимфы Аксиохи (одной из Данаид).

## Описание

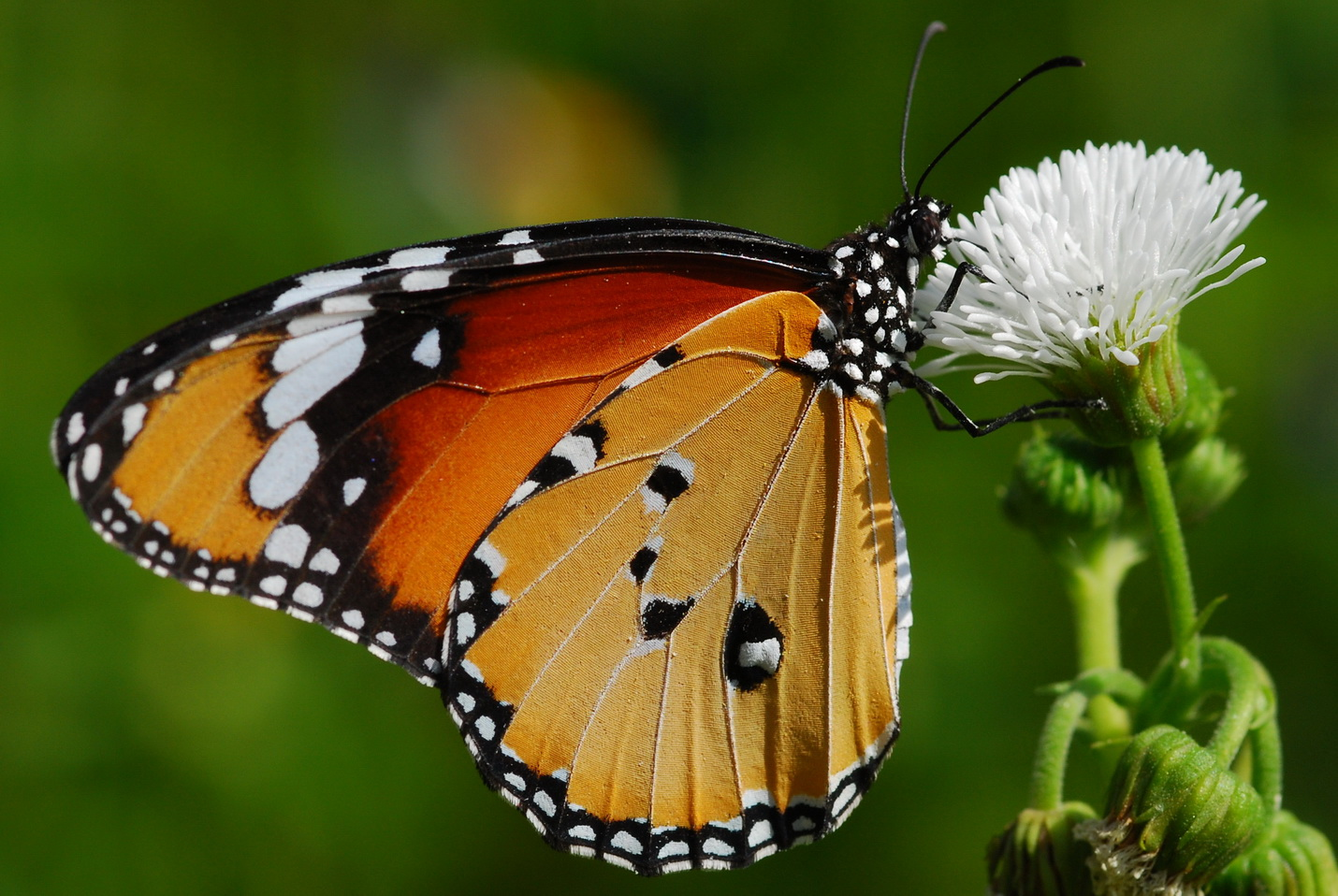
Нижняя сторона крыла самца

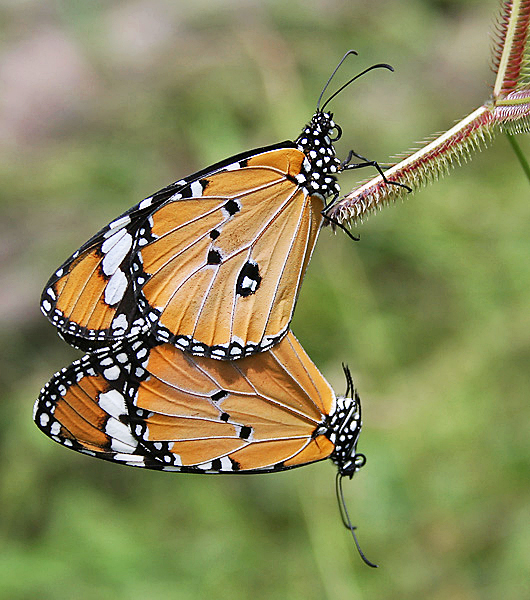
Спаривающаяся пара бабочек

Длина переднего крыла 33—43 мм. Размах крыльев 66—88 мм. Голова и грудь чёрные, в многочисленных ярких округлых белых пятнах. Переднее крыло с вогнутым внешним краем и резко округленной вершиной, заднее крыло округлой формы. Вершинный край переднего крыла сверху чёрный с широкой, косо идущей белой перевязью, с многочисленными округлыми белыми пятнами у вершины, внешнего и костального краев. Остальная часть крыла каштаново-коричневого цвета. Снизу переднее крыло с аналогичным рисунком, но область между белой перевязью и вершиной крыла жёлтого или охристо-жёлтого цвета. Заднее крыло сверху охристо-жёлтое, с широкой чёрной каймой, содержащей яркие округлые белые пятна, и 3 чёрными пятнами по внешней границе центральной ячейки. Андрокониальное пятно овальное, матово-чёрное.
Заднее крыло охристо-жёлтого цвета, с рисунком, соответствующим верхней стороне. Чёрные пятна с более четкими угловатыми контурами и окружены размытыми белесоватыми полями. Пятно, соответствующее андрокониальному, содержит в центре крупную белую точку. Половой диморфизм выражен слабо. У самки отсутствует андрокониальное пятно, поэтому её задние крылья только с 3 чёрными пятнами (у самца таких пятен 4).

## Ареал
Тропические и субтропические районы всех континентов Старого Света (Африка, южная и центральная части Азии, Австралия), Канарские острова; имаго залетают на юг Италии и в Грецию. На территории бывшего СССР встречается в крайних южных районах Закавказья (Нахичевань, Астара), на юге Туркменистана и юго-западе Таджикистана, но известны залёты бабочек до Аральского моря. В Восточной Азии залёты известны до японских островов Рюкю (Окинава, острова́ Яэяма).

## Биология
На территории бывшего СССР развивается в одном поколении, лёт бабочек происходит в сентябре — октябре, кормовым растением гусениц является цинанхум острый (Cynanchum acutum) семейства Ластовневые (Asclepiadaceae). В тропиках бывает до 12 поколений в год.

### Кормовые растения гусениц

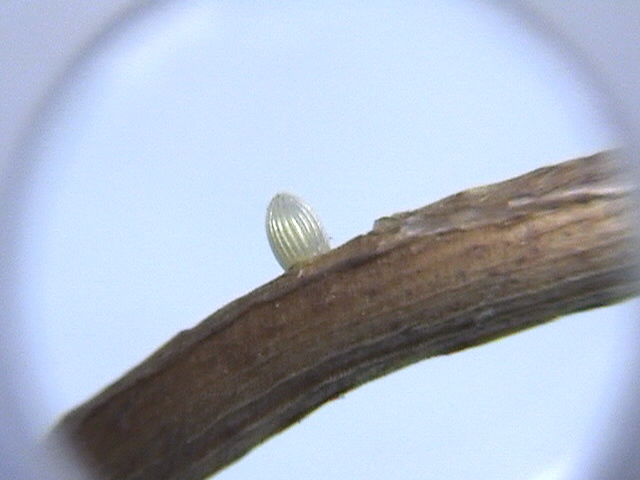
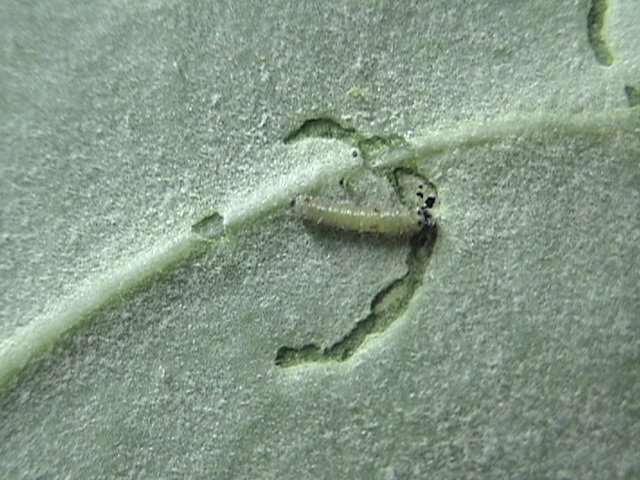
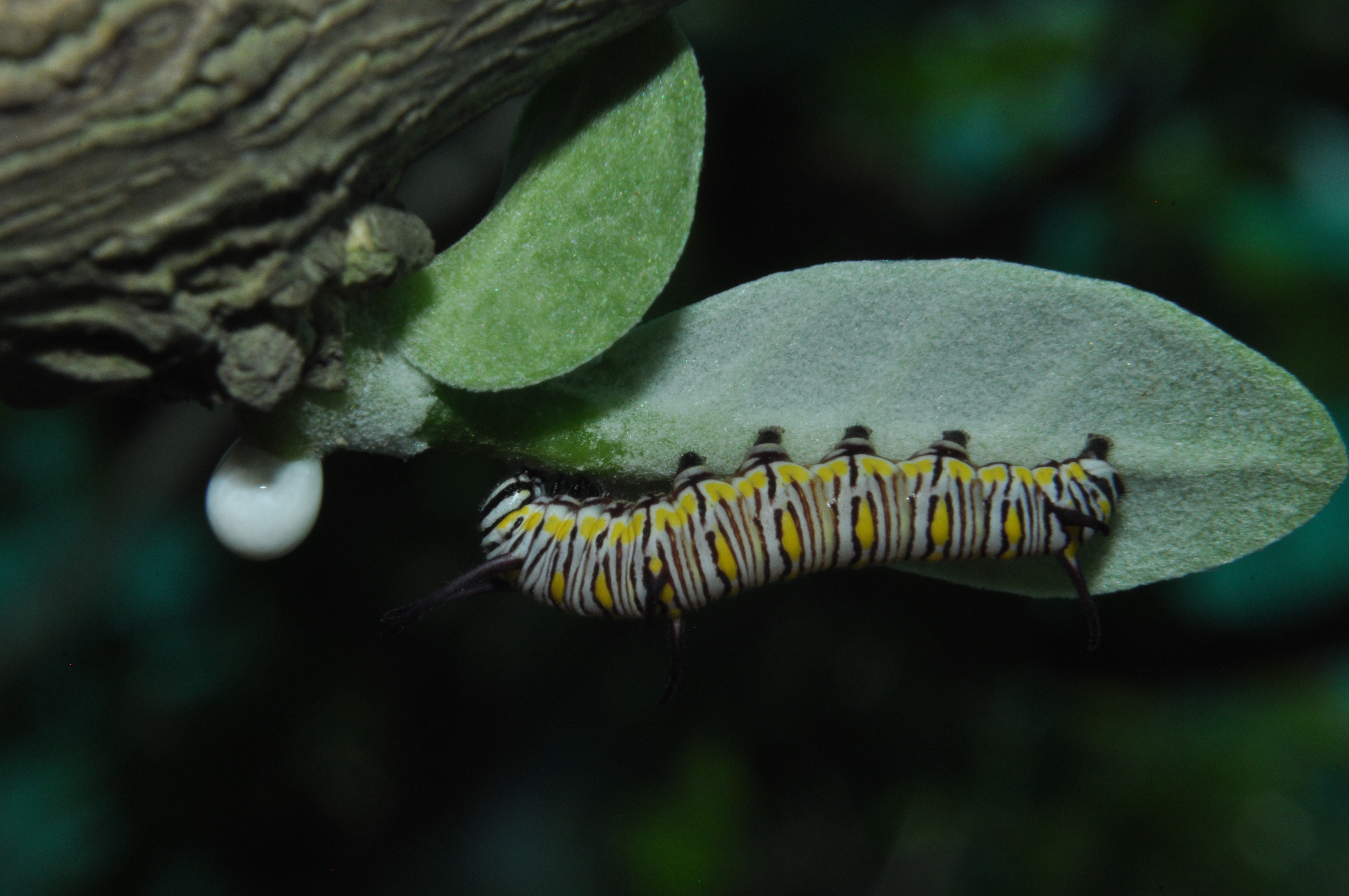
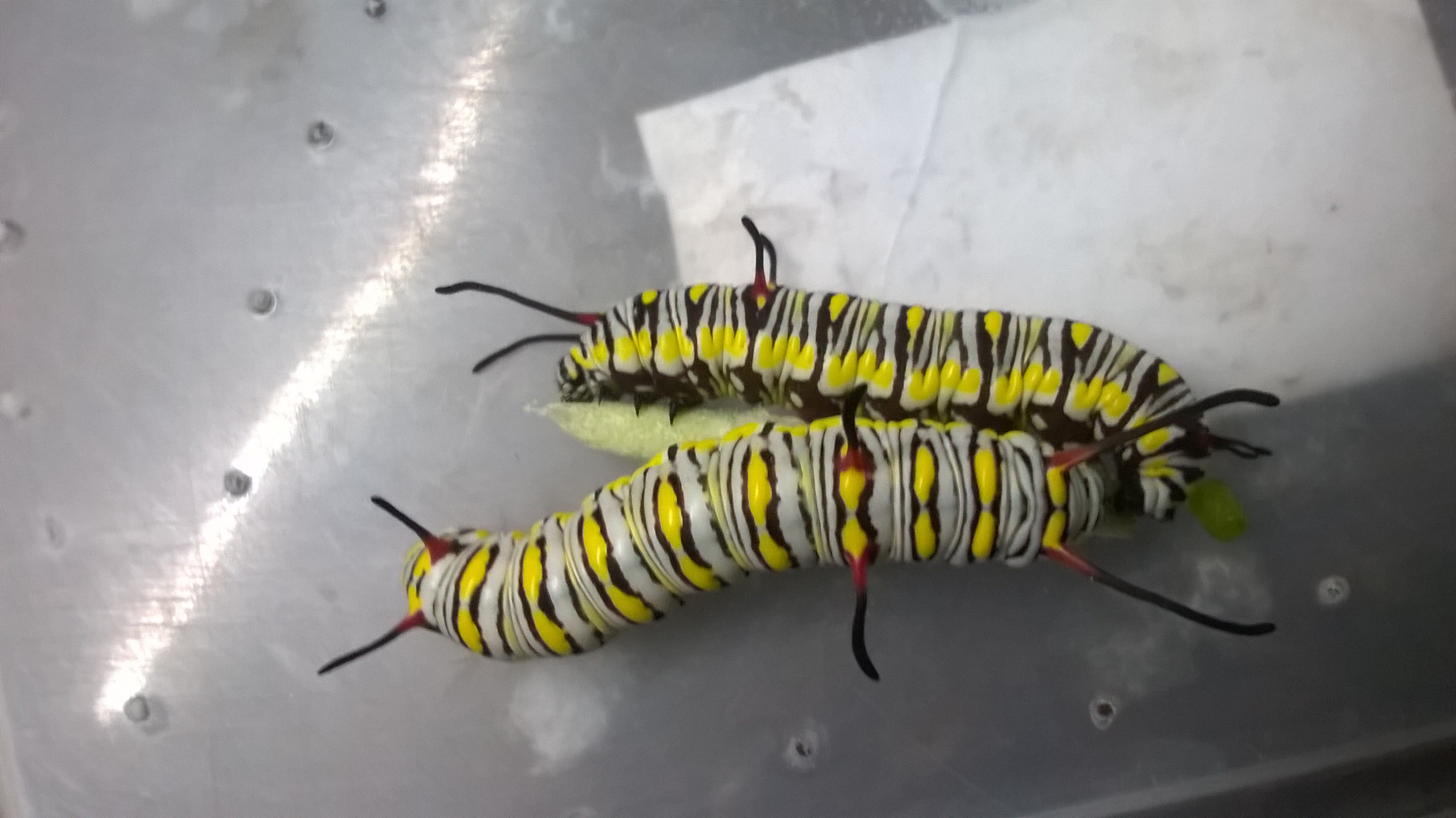
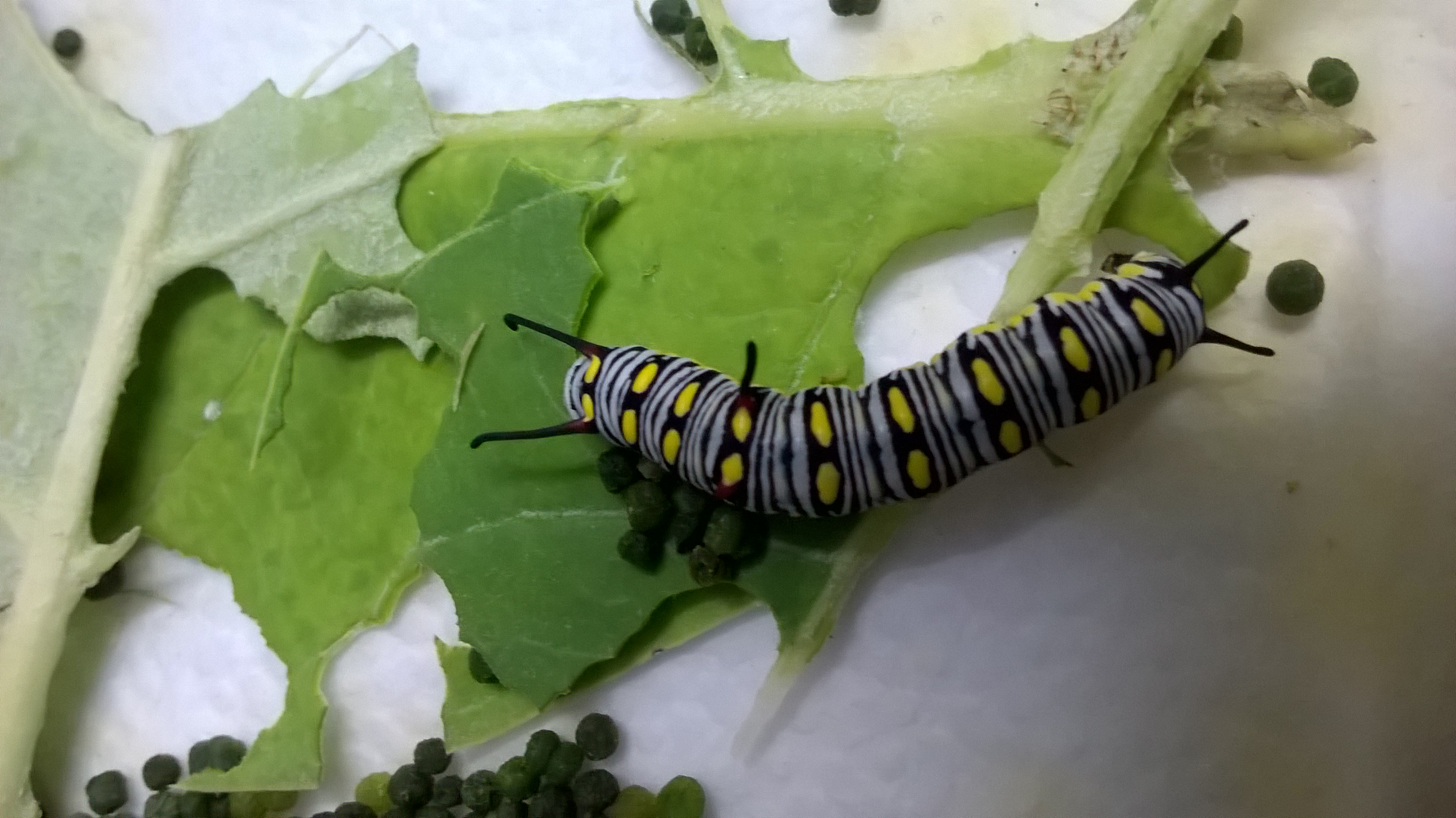
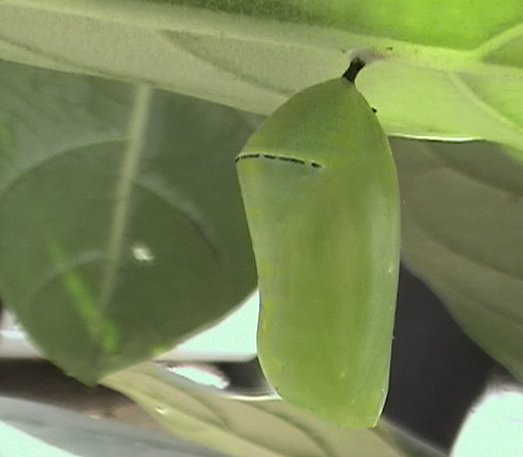

Asclepiadoideae (Apocynaceae):
- Asclepias (A. cancellata, A. coarctata, A. curassavica, A. fulva, A. kaessneri, A. lineolata, A. physocarpa, A. reflexa, A. scabrifolia, A. semilunata, A. stenophylla, A. swynnertonii, A. syriaca)
- Aspidoglossum interruptum
- Calotropis (C. gigantea, C. procera)
- Cryptolepis buchananii
- Cynanchum (C. abyssinicum, C. acutum, C. altiscandens, C. amplexicaule, C. carnosum, C. floribundum, C. sublanceolatum)
- Gomphocarpus fruticosus
- Kanahia laniflora
- Leichardtia australis
- Leptadenia hastata
- Marsdenia leichhardtiana
- Metaplexis japonica
- Oxystelma pulchellum
- Pentatropis
- Pergularia daemia
- Periploca linearifolia
- Pleurostelma cernuum
- Secamone (S. afzelii, S. parvifolia, S. platystigma
- Stapelia gigantea
- Stathmostelma (S. gigantiflorum, S. pedunculatum)
- Tylophora (T. stenoloba, T. sylvatica)